# Хіраї Момо
Хіраї Момо (яп. 平井 もも; нар. 9 листопада 1996, Кьо-Танабе, префектура Кіото, Японія) більш відома як Момо (кор. 모모,яп. モモ)  — японська співачка і танцюристка, саб-вокалістка південнокорейського жіночого гурту Twice.

## Біографія
Хіраї Момо народилася 9 листопада 1996 року в Кьо-Танабе (префектура Кіото, Японія). У неї є старша сестра. В JYP Entertainment про неї дізналися завдяки відео, в якому вона танцювала разом зі своєю старшою сестрою. Їм запропонували пройти відкрите прослуховування компанії 13 квітня 2012 року, але на нього прийшла лише Момо.

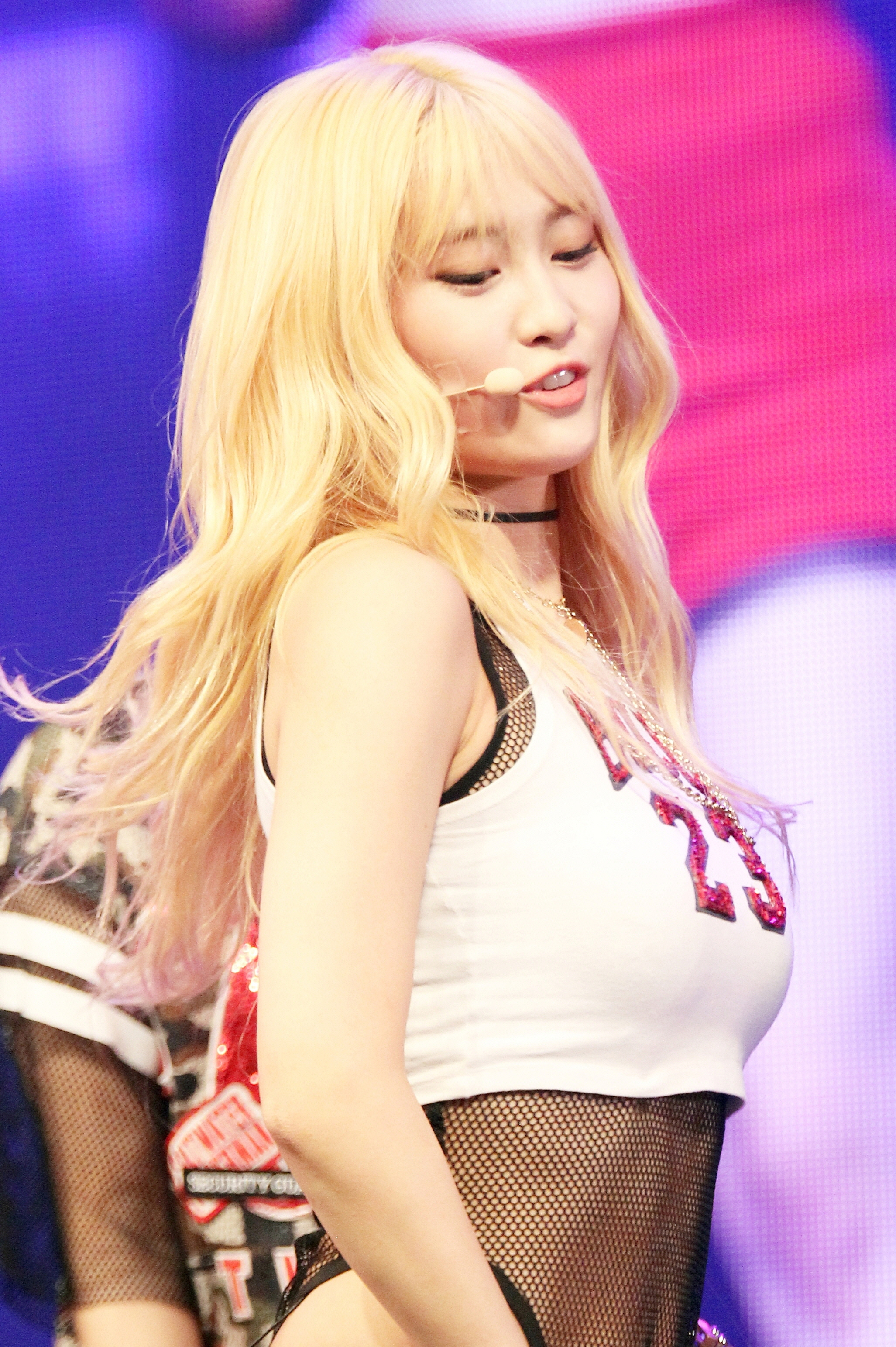
Момо на дебютному шоукейсі, жовтень 2015 року

У 2014 році Момо, будучи стажисткою JYP, знялася в кліпах «Stop Stop It» GOT7 і в японській версії кліпу Джунхо з 2PM «Feel». У 2015 році також знялася в кліпах «ROSE» Уйона з 2PM і «Only You» miss A.
5 травня 2015 року почалася трансляція реаліті-шоу Sixteen, за результатами якого Пак Джин Йон повинен був сформувати новий жіночий гурт. Момо стала однією з конкурсанток, і впродовж своєї участі показувала відмінні танцювальні здібності, які відрізняли її від інших учасниць, але незабаром була виключена. У фіналі шоу було оголошено, що в гурті буде дев'ять учасників, а не сім, як планувалося, і однією з додаткових учасниць стала Момо. Офіційний дебют гурту відбувся 20 жовтня з синглом «Like Ohh-Ahh» і мініальбомом The Story Begins.
У червні 2016 року Момо стала однією з учасниць танцювального шоу Hit The Stage, і за результатами голосування зайняла п'яте місце. 19 листопада того ж року відбулася прем'єра відеокліпу «Sweet Dream» Хічхоля (учасник Super Junior) і Мін Кун Хена, де дівчина виконала головну роль.
У січні 2017 року Момо взяла участь в передачі Elementary School Teacher.

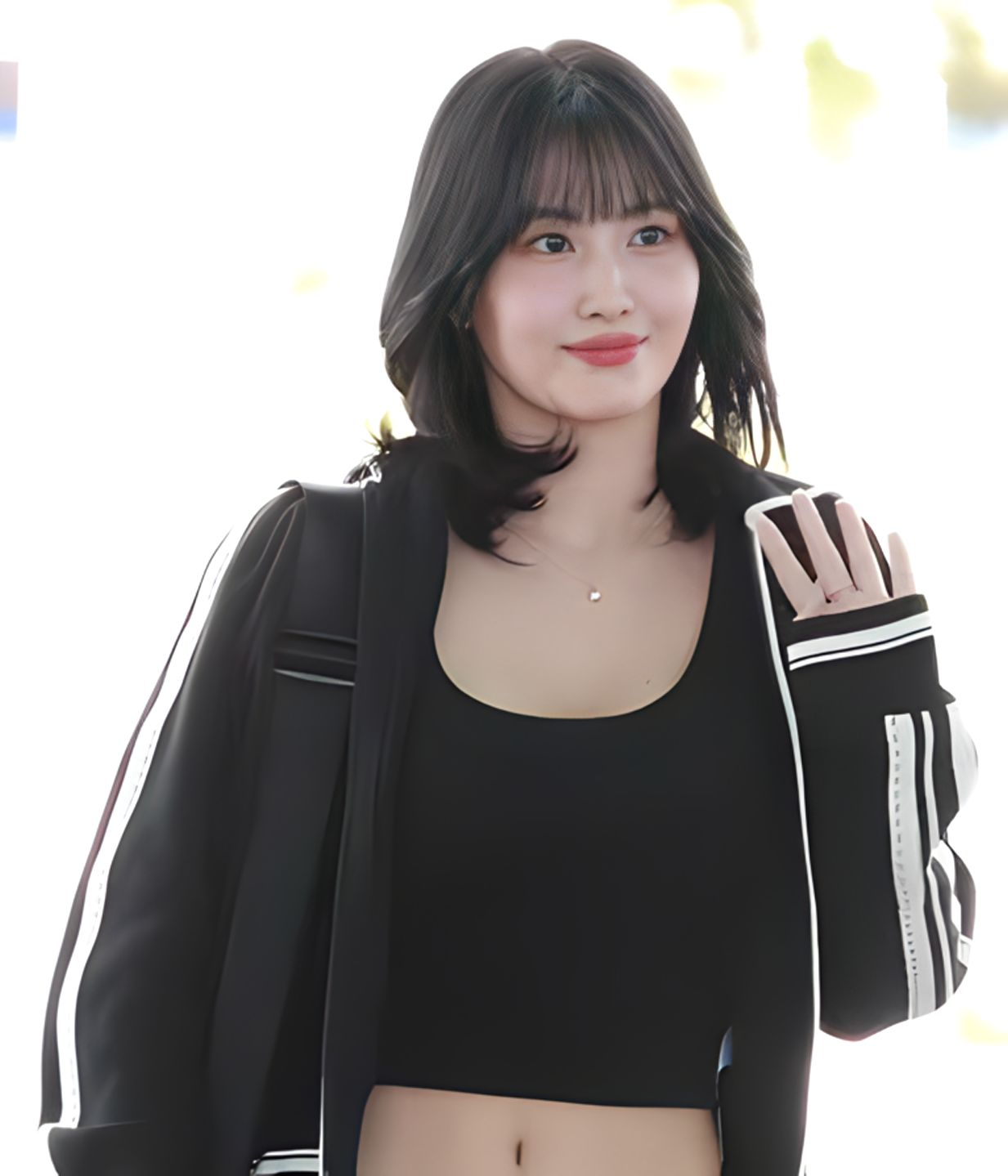
Виліт з аеропорту Хіраї Момо у вересні 2023 року.

У щорічному музичному рейтингу Інституту Геллапа за 2018 рік Момо зайняла 20 сходинку серед найпопулярніших кумирів Південної Кореї. Вона є однією з найпопулярніших некорейських зірок K-попу. За фізичну підготовку та рухи тіла її прозвали «Танцювальною машина». У зв'язку з цим Момо описували як найкращу танцівницю Twice. У 2019 році Момо було визнано десятою найпопулярнішою жінкою K-поп-ідолом в опитуванні солдатів, які проходять обов'язкову військову службу в Південній Кореї.

## Особисте життя
2 січня 2020 року Label SJ і JYP Entertainment підтвердили, що Момо в даний час зустрічається з Кім Хічхолем з Super Junior. У липні 2021 року пара підтвердила своє розставання. 

## Галерея

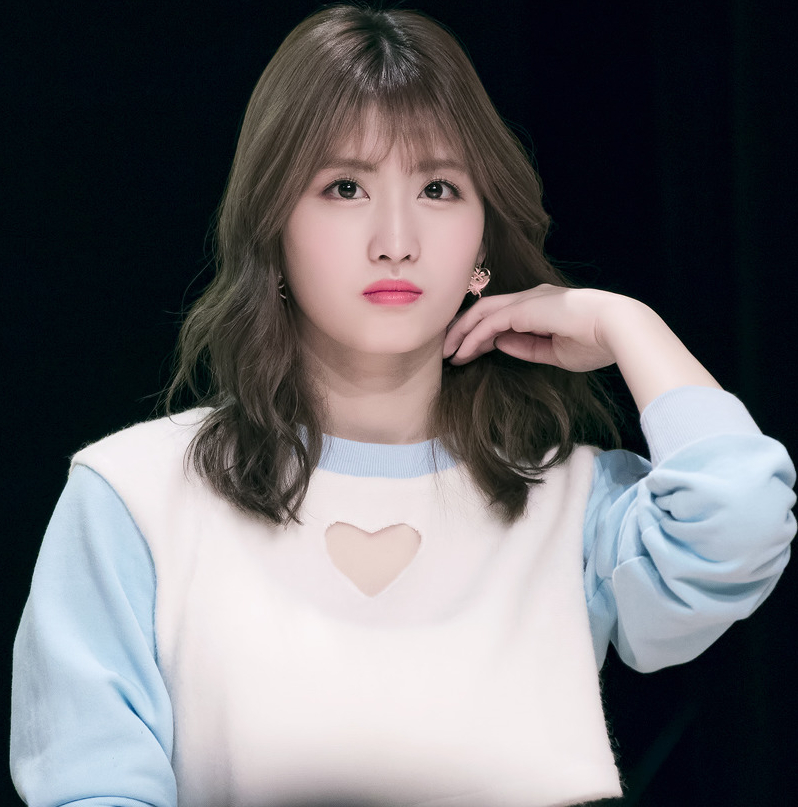
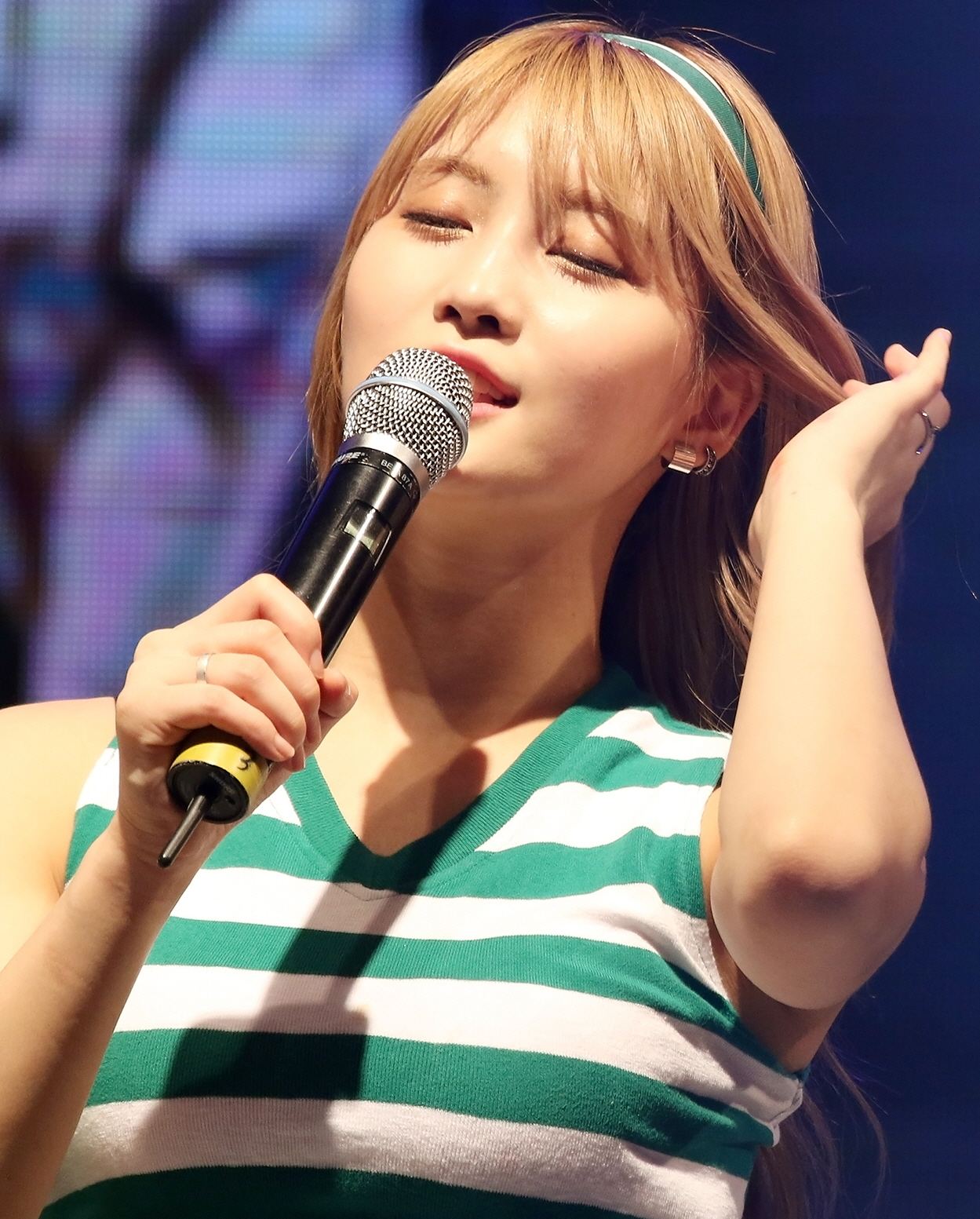
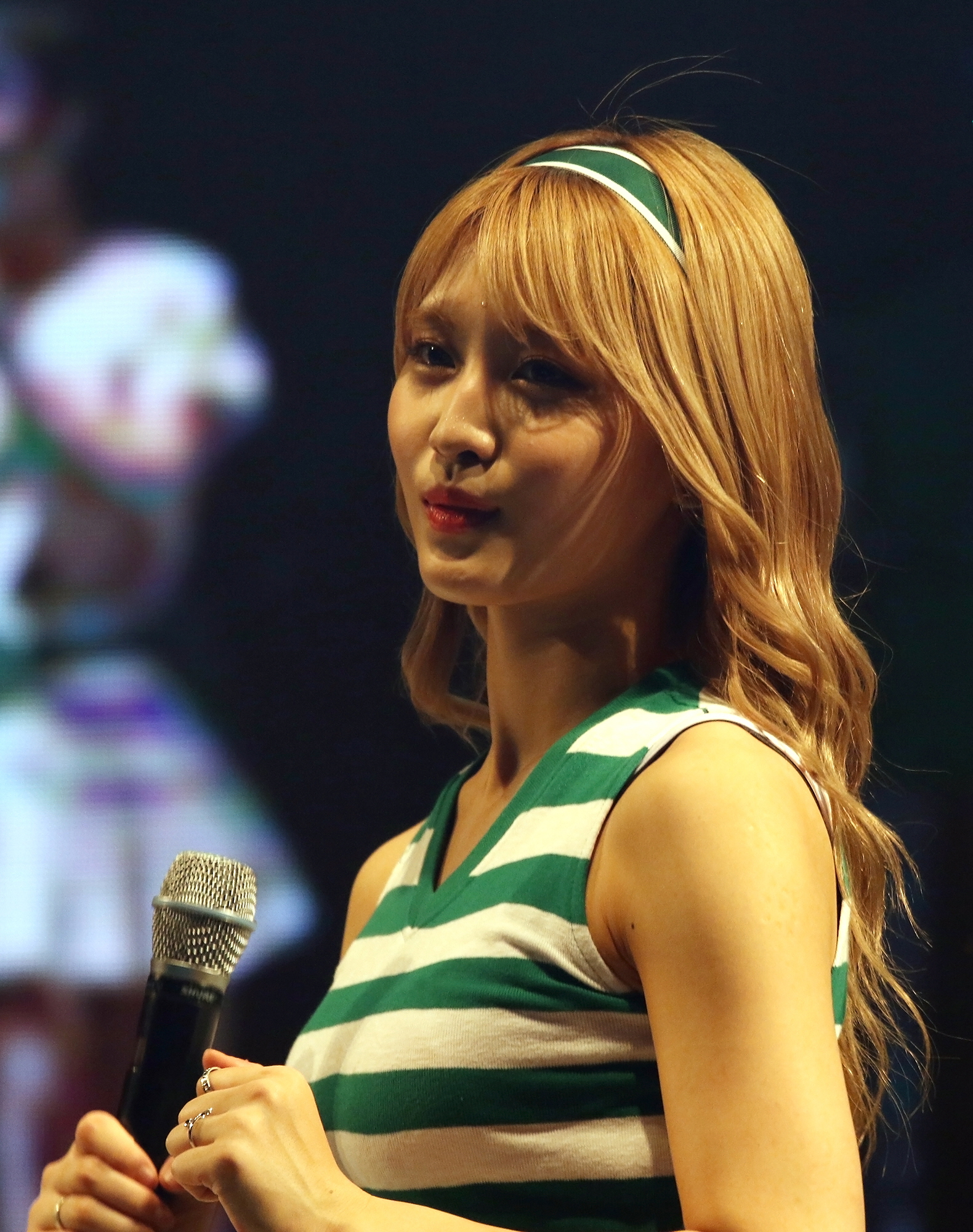
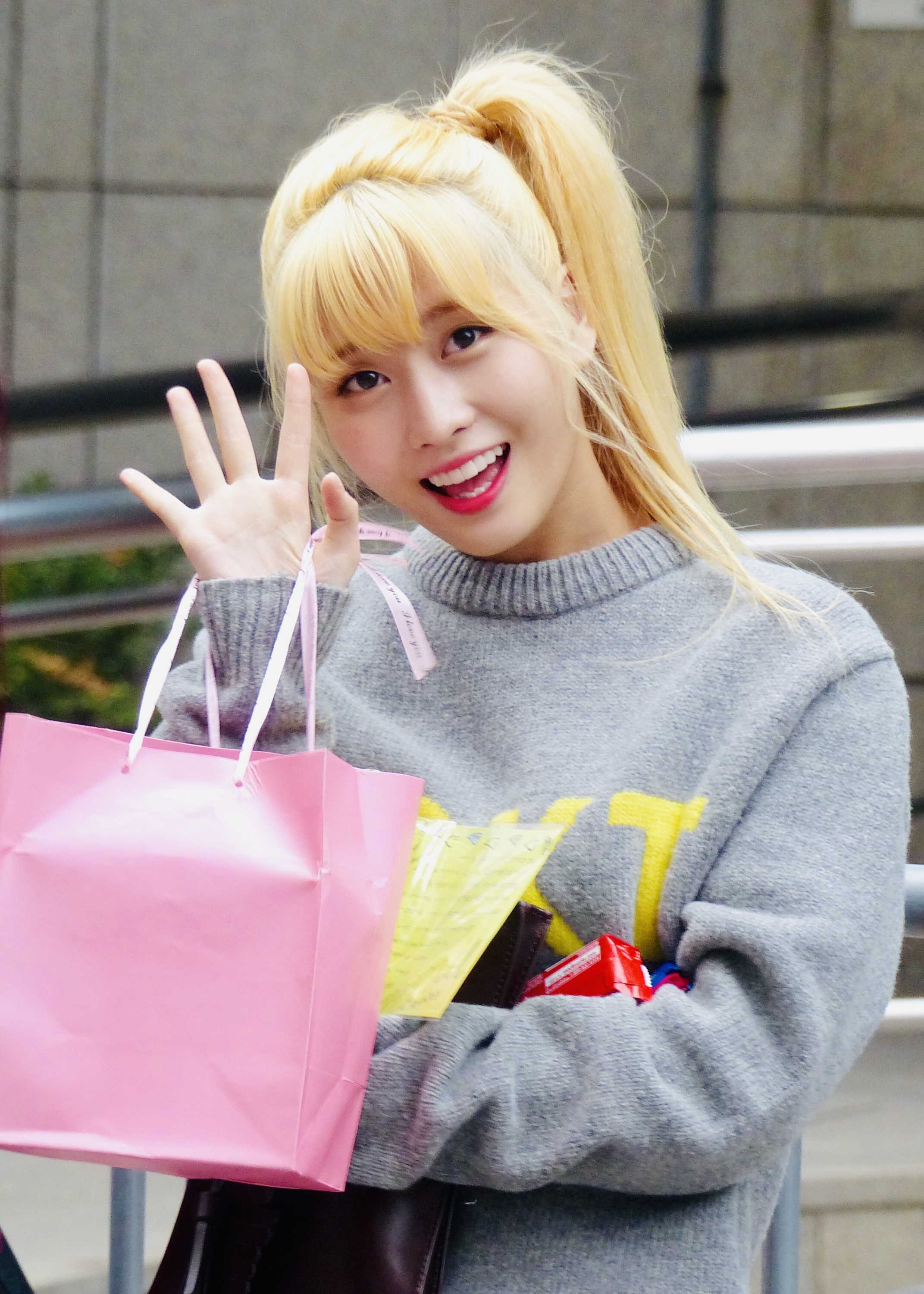
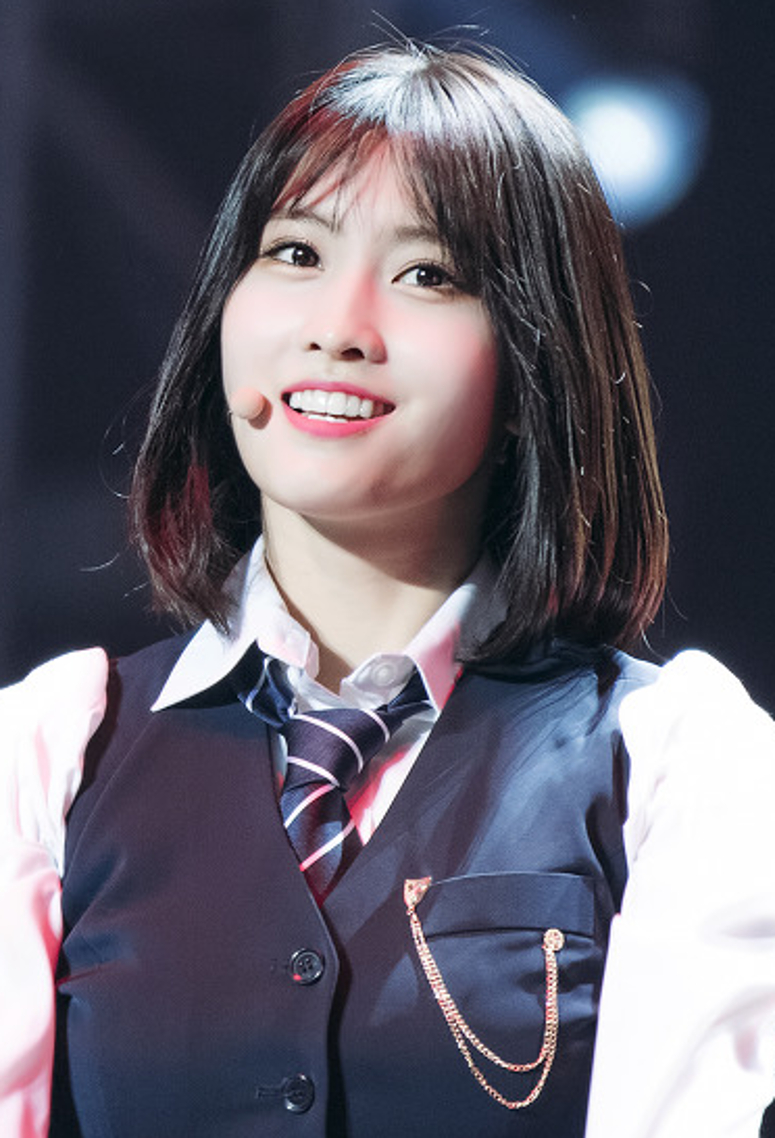

## Дискографія

### Авторство в написанні пісень
| Рік  | Виконавець | Пісня                 | Альбом        | Прим.  |
| ---- | ---------- | --------------------- | ------------- | ------ |
| 2018 | Twice      | «Shot Thru the Heart» | Summer Nights | [ 13 ] |
| 2019 | Twice      | «Hot»                 | Fancy You     | [ 14 ] |
| 2019 | Twice      | «Love Foolish»        | Feel Special  | [ 15 ] |
| 2019 | Twice      | «21:29»               | Feel Special  | [ 15 ] |